# Happily
Happily ist eine US-amerikanische schwarze Komödie aus dem Jahr 2021. Regie führte BenDavid Grabinski, der auch das Drehbuch schrieb. Die Hauptrollen übernahmen Joel McHale und Kerry Bishé.

## Handlung
Das Ehepaar Tom und Janet ist seit vierzehn Jahren verheiratet und immer noch so glücklich wie am ersten Tag, was alle anderen aus ihrem privaten Umfeld nervt und als unnatürlich ansehen. Eines Tages besucht sie ein Mann der behauptet, von der Stadtverwaltung zu sein, als ihm Einlass in das Haus des Ehepaares gewährt wird, behauptet er, von einer höheren Instanz zu kommen und Tom und Janet sollen sich ein Mittel injizieren, das sie anpasst und sie danach wie alle anderen Ehepaare sein werden, die hin und wieder auch mal streiten oder sich trennen etc. Janet bekommt Panik und erschlägt den Mann, Tom hilft ihr dabei, die Leiche zu vergraben.
Auf der Fahrt zu einem Paarwochenende mit anderen Paaren vermutet Tom, dass Freunde von ihnen sich einen Scherz erlaubt haben und den mysteriösen Mann zu ihnen geschickt haben. In der von den Paaren angemieteten Villa wollen sie herausfinden, wer sich den Scherz erlaubt hat, doch als am Abend der Alkohol knapp wird und Janet im nahegelegenen Supermarkt Nachschub besorgt, taucht der mysteriöse Mann plötzlich wieder auf.

## Produktion
Ab Februar 2019 wurde der Film in Los Angeles gedreht, im selben Monat stand die Besetzung mit Joel McHale, Kerry Bishé, Stephen Root in den Hauptrollen, fest. Regie führte BenDavid Grabinski, der auch das Drehbuch schrieb.

## Veröffentlichung
Im November 2020 erwarb die Saban Capital Group die Verleihrechte an dem Film, der am 19. März 2021 veröffentlicht wurde.

## Rezeption
Bei Rotten Tomatoes hat der Film eine Zustimmungsrate von 68 Prozent, basierend auf 47 Kritiken.
Bei Metacritic hat der Film eine Punktzahl von 58/100, basierend auf 13 Kritiken.